# Leon Andreasen
Leon Hougaard Andreasen (Aidt, 23 aprile 1983) è un ex calciatore danese, di ruolo centrocampista.

## Carriera

### Club
Cresciuto nell'Aarhus, ha militato nella prima squadra del club danese dal 2001 al 2005, collezionando 105 presenze e 17 reti in campionato. Nel 2005 si è trasferito al Werder Brema, club tedesco. Nel gennaio 2007 si è trasferito in prestito fino al termine della stagione al Magonza. Terminato il prestito, è rientrato al Werder Brema e vi ha militato fino al gennaio 2008. Nel gennaio 2008 si è trasferito a titolo definitivo al Fulham, con cui ha firmato un contratto triennale. Nel gennaio 2009 si è trasferito a titolo definitivo all'Hannover 96. Ha militato nel club tedesco fino al 2016, totalizzando 97 presenze e 15 reti in tutte le competizioni.

### Nazionale
Dopo aver svolto la trafila delle nazionali Under-19, Under-20 e Under-21, nel 2007 ha ricevuto la prima convocazione in Nazionale maggiore. Il debutto con la Nazionale maggiore è avvenuto il 24 marzo 2007, in Spagna-Danimarca (2-1), gara in cui è subentrato a Martin Jørgensen al minuto 38 del primo tempo. Ha messo a segno la sua prima rete con la Nazionale il 2 giugno 2007, in Danimarca-Svezia (3-3, 0-3 a tavolino), siglando il gol del definitivo 3-3 al minuto 75. Ha partecipato, con la selezione danese, alle qualificazioni ai Mondiali 2010 e 2014 e alle qualificazioni agli Europei 2008. Ha collezionato in totale, con la selezione danese, 20 presenze e 3 reti.

## Statistiche

### Presenze e reti nei club
| Stagione            | Club                | Campionato          | Campionato | Campionato | Coppe nazionali | Coppe nazionali | Coppe nazionali | Coppe continentali | Coppe continentali | Coppe continentali | Supercoppe | Supercoppe | Supercoppe | Totale | Totale |
| Stagione            | Club                | Comp                | Pres       | Reti       | Comp            | Pres            | Reti            | Comp               | Pres               | Reti               | Comp       | Pres       | Reti       | Pres   | Reti   |
| ------------------- | ------------------- | ------------------- | ---------- | ---------- | --------------- | --------------- | --------------- | ------------------ | ------------------ | ------------------ | ---------- | ---------- | ---------- | ------ | ------ |
| 2001-2002           | Aarhus              | SL                  | 17         | 3          | DBUSL           | ?               | ?               | -                  | -                  | -                  | -          | -          | -          | 17     | 3      |
| 2002-2003           | Aarhus              | SL                  | 32         | 8          | DBUSL           | ?               | ?               | -                  | -                  | -                  | -          | -          | -          | 32     | 8      |
| 2003-2004           | Aarhus              | SL                  | 25         | 3          | DBUSL           | ?               | ?               | -                  | -                  | -                  | -          | -          | -          | 25     | 3      |
| 2004-2005           | Aarhus              | SL                  | 31         | 3          | DBUSL           | ?               | ?               | -                  | -                  | -                  | -          | -          | -          | 31     | 3      |
| Totale Aarhus       | Totale Aarhus       | Totale Aarhus       | 105        | 17         |                 | ?               | ?               |                    | -                  | -                  |            | -          | -          | 105+   | 17+    |
| 2005-2006           | Werder Brema        | BL                  | 18         | 0          | CG              | 3               | 0               | UCL                | 4                  | 0                  | LP         | 2          | 0          | 27     | 0      |
| 2006-gen. 2007      | Werder Brema        | BL                  | 4          | 0          | CG              | 0               | 0               | UCL                | 2                  | 0                  | LP         | 1          | 0          | 7      | 0      |
| Totale Werder Brema | Totale Werder Brema | Totale Werder Brema | 22         | 0          |                 | 3               | 0               |                    | 6                  | 0                  |            | 2          | 0          | 33     | 0      |
| gen.-giu. 2007      | Magonza 05          | BL                  | 15         | 4          | CG              | 0               | 0               | -                  | -                  | -                  | -          | -          | -          | 15     | 4      |
| 2007-gen. 2008      | Werder Brema        | BL                  | 10         | 2          | CG              | 1               | 0               | UCL                | 3                  | 0                  | LP         | 1          | 0          | 15     | 2      |
| gen.-giu. 2008      | Fulham              | PL                  | 13         | 0          | FACup+CdL       | 0+0             | 0+0             | -                  | -                  | -                  | -          | -          | -          | 13     | 0      |
| 2008-gen. 2009      | Fulham              | PL                  | 6          | 0          | FACup+CdL       | 1+1             | 0+0             | -                  | -                  | -                  | -          | -          | -          | 8      | 0      |
| Totale Fulham       | Totale Fulham       | Totale Fulham       | 19         | 0          |                 | 2               | 0               |                    | -                  | -                  |            | -          | -          | 21     | 0      |
| gen.-giu. 2009      | Hannover 96         | BL                  | 11         | 2          | CG              | 0               | 0               | -                  | -                  | -                  | -          | -          | -          | 11     | 2      |
| 2009-2010           | Hannover 96         | BL                  | 7          | 1          | CG              | 0               | 0               | -                  | -                  | -                  | -          | -          | -          | 7      | 1      |
| 2010-2011           | Hannover 96         | BL                  | 0          | 0          | CG              | 0               | 0               | -                  | -                  | -                  | -          | -          | -          | 0      | 0      |
| 2011-2012           | Hannover 96         | BL                  | 0          | 0          | CG              | 0               | 0               | -                  | -                  | -                  | -          | -          | -          | 0      | 0      |
| 2012-2013           | Hannover 96         | BL                  | 5          | 2          | CG              | 1               | 1               | EL                 | 5                  | 3                  | -          | -          | -          | 11     | 6      |
| 2013-2014           | Hannover 96         | BL                  | 31         | 3          | CG              | 2               | 0               | -                  | -                  | -                  | -          | -          | -          | 33     | 3      |
| 2014-2015           | Hannover 96         | BL                  | 17         | 1          | CG              | 1               | 0               | -                  | -                  | -                  | -          | -          | -          | 18     | 1      |
| 2015-2016           | Hannover 96         | BL                  | 15         | 2          | CG              | 2               | 0               | -                  | -                  | -                  | -          | -          | -          | 17     | 2      |
| Totale Hannover     | Totale Hannover     | Totale Hannover     | 86         | 11         |                 | 6               | 1               |                    | 5                  | 3                  |            | -          | -          | 97     | 15     |
| Totale carriera     | Totale carriera     | Totale carriera     | 257        | 34         |                 | 12+             | 1+              |                    | 14                 | 3                  |            | 4          | 0          | 287+   | 38+    |

### Cronologia presenze e reti in nazionale
| Cronologia completa delle presenze e delle reti in nazionale ― Danimarca | Cronologia completa delle presenze e delle reti in nazionale ― Danimarca | Cronologia completa delle presenze e delle reti in nazionale ― Danimarca | Cronologia completa delle presenze e delle reti in nazionale ― Danimarca | Cronologia completa delle presenze e delle reti in nazionale ― Danimarca | Cronologia completa delle presenze e delle reti in nazionale ― Danimarca | Cronologia completa delle presenze e delle reti in nazionale ― Danimarca | Cronologia completa delle presenze e delle reti in nazionale ― Danimarca |
| Data                                                                     | Città                                                                    | In casa                                                                  | Risultato                                                                | Ospiti                                                                   | Competizione                                                             | Reti                                                                     | Note                                                                     |
| ------------------------------------------------------------------------ | ------------------------------------------------------------------------ | ------------------------------------------------------------------------ | ------------------------------------------------------------------------ | ------------------------------------------------------------------------ | ------------------------------------------------------------------------ | ------------------------------------------------------------------------ | ------------------------------------------------------------------------ |
| 24-3-2007                                                                | Madrid                                                                   | Spagna                                                                   | 2 – 1                                                                    | Danimarca                                                                | Qual. Euro 2008                                                          | -                                                                        | 34’ 63’ 74’                                                              |
| 28-3-2007                                                                | Duisburg                                                                 | Germania                                                                 | 0 – 1                                                                    | Danimarca                                                                | Amichevole                                                               | -                                                                        | 46’                                                                      |
| 2-6-2007                                                                 | Copenaghen                                                               | Danimarca                                                                | 0 – 3 tav                                                                | Svezia                                                                   | Qual. Euro 2008                                                          | 1                                                                        | 35’ 77’                                                                  |
| 8-9-2007                                                                 | Solna                                                                    | Svezia                                                                   | 0 – 0                                                                    | Danimarca                                                                | Qual. Euro 2008                                                          | -                                                                        | 81’                                                                      |
| 12-9-2007                                                                | Aarhus                                                                   | Danimarca                                                                | 4 – 0                                                                    | Liechtenstein                                                            | Qual. Euro 2008                                                          | -                                                                        |                                                                          |
| 13-10-2007                                                               | Aarhus                                                                   | Danimarca                                                                | 1 – 3                                                                    | Spagna                                                                   | Qual. Euro 2008                                                          | -                                                                        | 46’                                                                      |
| 17-10-2007                                                               | Copenaghen                                                               | Danimarca                                                                | 3 – 1                                                                    | Lettonia                                                                 | Qual. Euro 2008                                                          | -                                                                        | 32’                                                                      |
| 17-11-2007                                                               | Belfast                                                                  | Irlanda del Nord                                                         | 2 – 1                                                                    | Danimarca                                                                | Qual. Euro 2008                                                          | -                                                                        | 52’                                                                      |
| 6-2-2008                                                                 | Nova Gorica                                                              | Slovenia                                                                 | 1 – 2                                                                    | Danimarca                                                                | Amichevole                                                               | -                                                                        | 46’                                                                      |
| 29-5-2008                                                                | Eindhoven                                                                | Paesi Bassi                                                              | 1 – 1                                                                    | Danimarca                                                                | Amichevole                                                               | -                                                                        | 77’                                                                      |
| 10-9-2008                                                                | Lisbona                                                                  | Portogallo                                                               | 2 – 3                                                                    | Danimarca                                                                | Qual. Mondiali 2010                                                      | -                                                                        | 88’                                                                      |
| 19-11-2008                                                               | Brøndby                                                                  | Danimarca                                                                | 0 – 1                                                                    | Galles                                                                   | Amichevole                                                               | -                                                                        | 46’                                                                      |
| 11-2-2009                                                                | Il Pireo                                                                 | Grecia                                                                   | 1 – 1                                                                    | Danimarca                                                                | Amichevole                                                               | -                                                                        | 46’                                                                      |
| 28-3-2009                                                                | Attard                                                                   | Malta                                                                    | 0 – 3                                                                    | Danimarca                                                                | Qual. Mondiali 2010                                                      | -                                                                        | 63’                                                                      |
| 1-4-2009                                                                 | Copenaghen                                                               | Danimarca                                                                | 3 – 0                                                                    | Albania                                                                  | Qual. Mondiali 2010                                                      | 1                                                                        |                                                                          |
| 8-9-2012                                                                 | Copenaghen                                                               | Danimarca                                                                | 0 – 0                                                                    | Rep. Ceca                                                                | Qual. Mondiali 2014                                                      | -                                                                        | 58’                                                                      |
| 6-9-2013                                                                 | Ta' Qali                                                                 | Malta                                                                    | 1 – 2                                                                    | Danimarca                                                                | Qual. Mondiali 2014                                                      | 1                                                                        | 72’                                                                      |
| 11-10-2013                                                               | Copenaghen                                                               | Danimarca                                                                | 2 – 2                                                                    | Italia                                                                   | Qual. Mondiali 2014                                                      | -                                                                        | 82’                                                                      |
| 15-10-2013                                                               | Copenaghen                                                               | Danimarca                                                                | 6 – 0                                                                    | Malta                                                                    | Qual. Mondiali 2014                                                      | -                                                                        | 65’                                                                      |
| 3-9-2014                                                                 | Odense                                                                   | Danimarca                                                                | 1 – 2                                                                    | Turchia                                                                  | Amichevole                                                               | -                                                                        | 46’                                                                      |
| Totale                                                                   |                                                                          | Presenze                                                                 | 20                                                                       |                                                                          | Reti                                                                     | 3                                                                        |                                                                          |

## Palmarès

### Club

#### Competizioni nazionali
- Coppa di Lega tedesca: 1

Werder Brema: 2006